# Köthnerberg

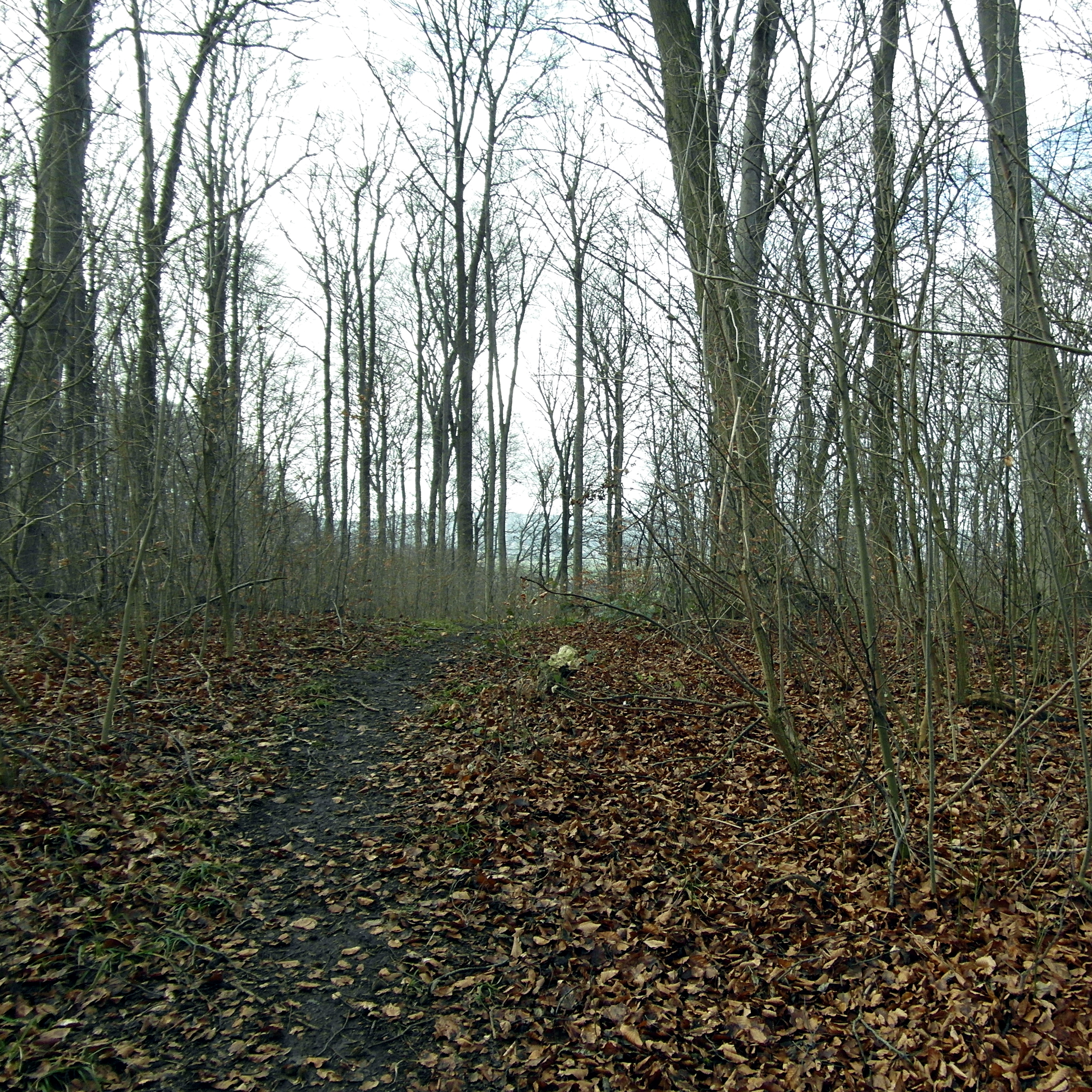
Der Gipfel des Köthnerberg ist bewaldet und nicht markiert. Im Hintergrund der westliche Deister

Der Köthnerberg ist eine etwa 136 m ü. NHN hohe Erhebung des Höhenzuges Gehrdener Berg. Er liegt bei Gehrden in der niedersächsischen Region Hannover. Auf ihm befinden sich die Struckmeyersche Mühle, Reste des Berggasthauses Niedersachsen und die Trip’sche Parkanlage.

## Geographie

### Lage
Der Köthnerberg liegt im südlichen Zentrum des Gehrdener Bergs zwischen dem Kernort von Gehrden unmittelbar im Osten und dem Gehrdener Ortsteil Redderse im Westsüdwesten. Nördlicher Nachbar ist der Burgberg (ca. 155 m) und südlicher der Suerser Berg (ca. 144 m). Nach Osten fällt seine Landschaft zur Haferriede ab, deren Wasser durch die Möseke die nordwestlich des Höhenzugs fließende Südaue erreicht, und nach Westen zum Levester Bach, einem der beiden Quellgewässer der Südaue.
Der Köthnerberg hat zwei Kuppen: Die 136 m hohe Hauptkuppe und etwa 400 m nördlich davon ein nicht benannter Nebengipfel (129,5 m) östlich vom Berggasthaus Niedersachsen.
Auf der Erhebung liegen Teile des Landschaftsschutzgebiets Gehrdener Berg (CDDA-Nr. 321028; 1968 ausgewiesen; 8,5 km² groß).

### Naturräumliche Zuordnung
Der Köthnerberg gehört in der naturräumlichen Haupteinheitengruppe Niedersächsische Börden (Nr. 52), in der Haupteinheit Calenberger Lößbörde (521) und in der Untereinheit Hannoversche Börde (521.0) zum Naturraum Gehrdener Lößhügel (521.01).

### Lithostratigraphische Zuordnung
Der Köthnerberg liegt wie der Gehrdener Berg in der bis zu 320 m mächtigen Typusregion der lithostratigraphischen Gehrden-Formation (ID: 2008079).

## Infrastruktur
Der Köthnerberg ist bewaldet, vorherrschende Baumart ist die Buche.
Die Große Bergstraße verläuft durch den Einschnitt zwischen Köthnerberg und Burgberg. Von ihr führt die Straße Köthnerberg zu einem Wandererparkplatz westlich des Nebengipfels. Entlang dieser Straße liegen eine Holländerwindmühle, ein Damwildgehege, die Trip’sche Parkanlage und das Berggasthaus Niedersachsen.
Mehrere Forstwege führen um die Erhebung. Zusätzlich verlaufen schmalere Wege am Berghang und über den nicht markierten Gipfel.
Südöstlich des Köthnerberges liegt das KRH-Klinikum Robert Koch Gehrden, östlich der bis 1935 belegte Jüdische Friedhof. Auf dem unteren Teil des Osthangs liegen Wohnstraßen der Stadt Gehrden. Bis zum Abriss 1971 bestand am Osthang die Ausflugsgaststätte Waldschlösschen.

### Struckmeyersche Mühle

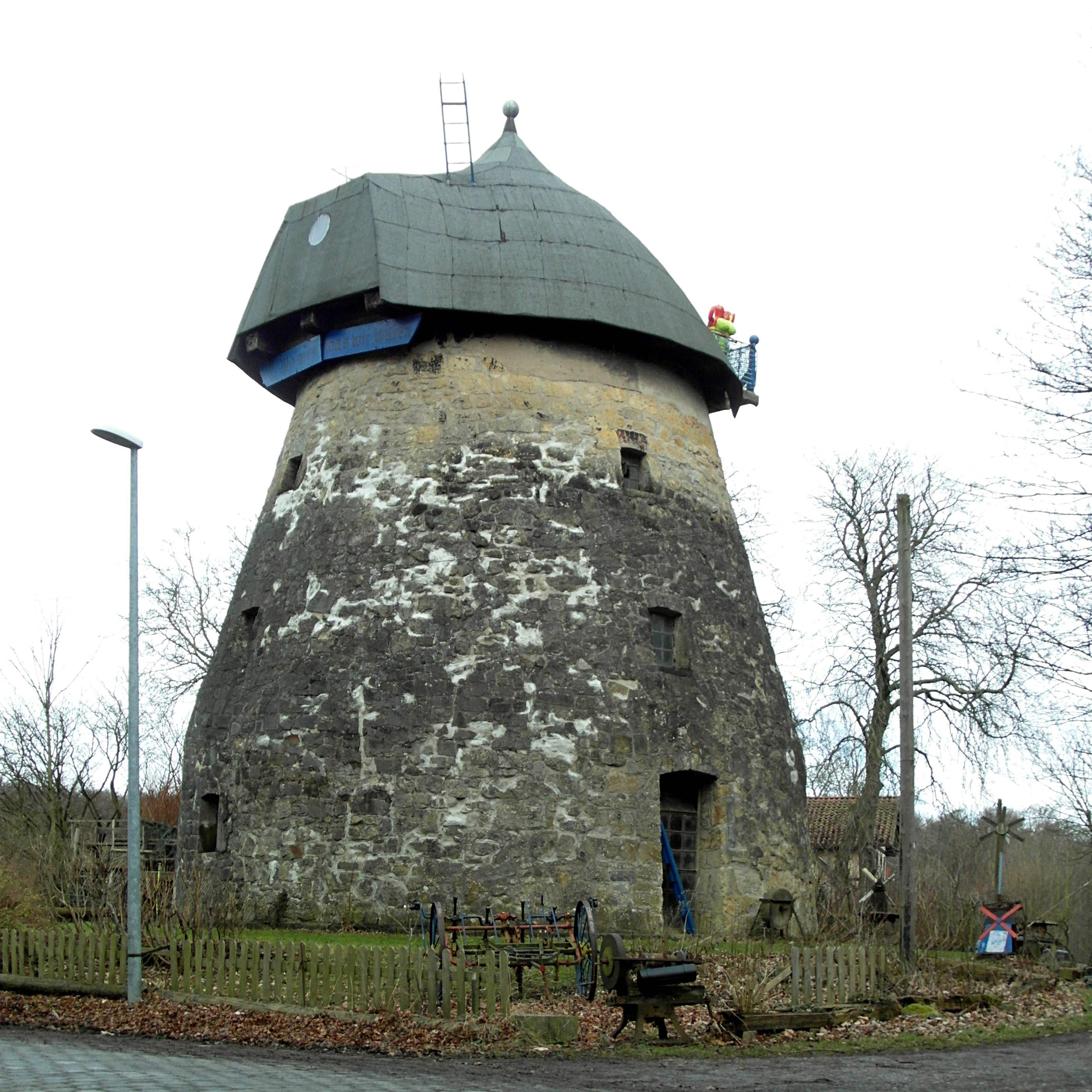
Die 1878 errichtete Struckmeyersche Mühle

1729 wurde auf dem Köthnerberg durch den Flecken Gehrden erstmals eine Bockwindmühle errichtet und verpachtet. Die heutige, steinerne Struckmeyersche Mühle ist eine Holländerwindmühle aus dem Jahr 1878. Sie wird nach der langjährigen Besitzerfamilie Struckmeyersche Mühle oder Struckmeyers Mühle genannt. Die denkmalgeschützte Mühle wird heute als kindergemäßes Mühlenmuseum genutzt.
Neben der Mühle liegt ein von einem Landwirt betriebenes Damwildgehege.

### Berggasthaus Niedersachsen
Im Jahr 1898 wurde auf dem Köthnerberg das Berggasthaus Niedersachsen durch die Hannoversche Straßenbahn AG errichtet. In und um den dreistöckigen Fachwerkbau gab es Platz für 2000 Gäste. Eine große Freitreppe ermöglichte den Zugang von einer Straßenbahnendhaltestelle auf dem Westhang des Bergs.
Das Gasthaus diente von 1939 bis 1949 zeitweise als Lazarett, Ausweichkrankenhaus und Kinderheim. 1949 erfolgte die Renovierung und Wiedereröffnung, doch 1955 wurde das beschädigte Hauptgebäude abgebrochen. Heute wird das Gasthaus in der verbliebenen, denkmalgeschützten Stuhlremise auf dem Gelände betrieben.
Der Betrieb der am 22. Mai 1898 eröffneten Straßenbahnzweiglinie vom Steintor in Gehrden wurde 1917 eingestellt, weil die Oberleitung für Kriegszwecke abgebaut wurde. Die Schienen wurden in den 1930er Jahren durch Pflastersteine ersetzt.

### Trip’sche Parkanlage
Im Jahr 1898 wurde im Auftrag der Straßenbahn Hannover beim Berggasthaus Niedersachsen durch den hannoverschen Gartenbaudirektor Julius Trip eine 14 Hektar große Parkanlage in Stil eines englischen Landschaftsgartens mit einem 2,5 ha großen Barockteil angelegt. Die denkmalgeschützte Anlage wurde 1991 mit Mitteln des Großraumverbandes Hannover instand gesetzt und ging 2008 in den Besitz der Stadt Gehrden über.

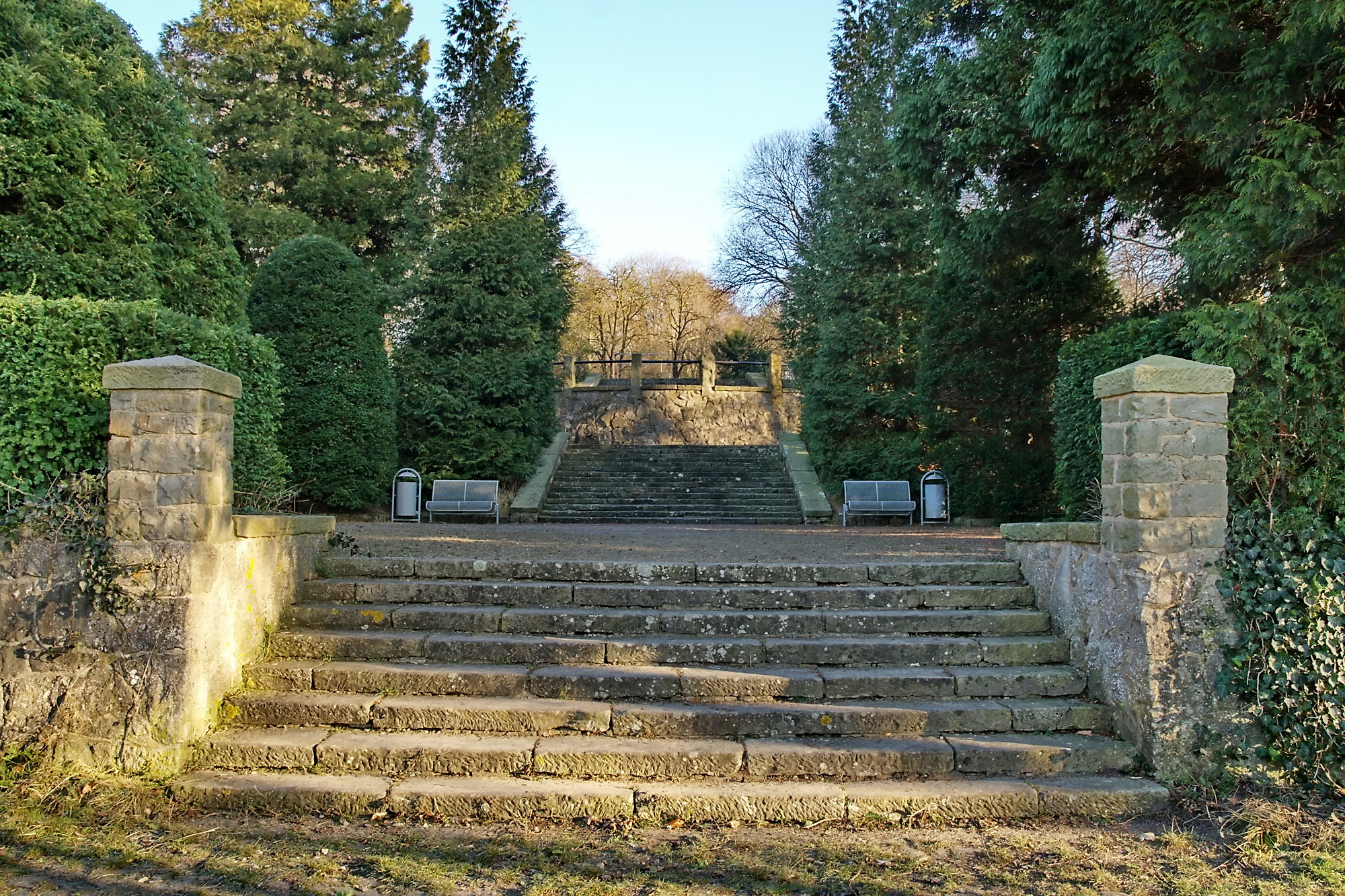
Freitreppe im Westen der Trip’schen Parkanlage
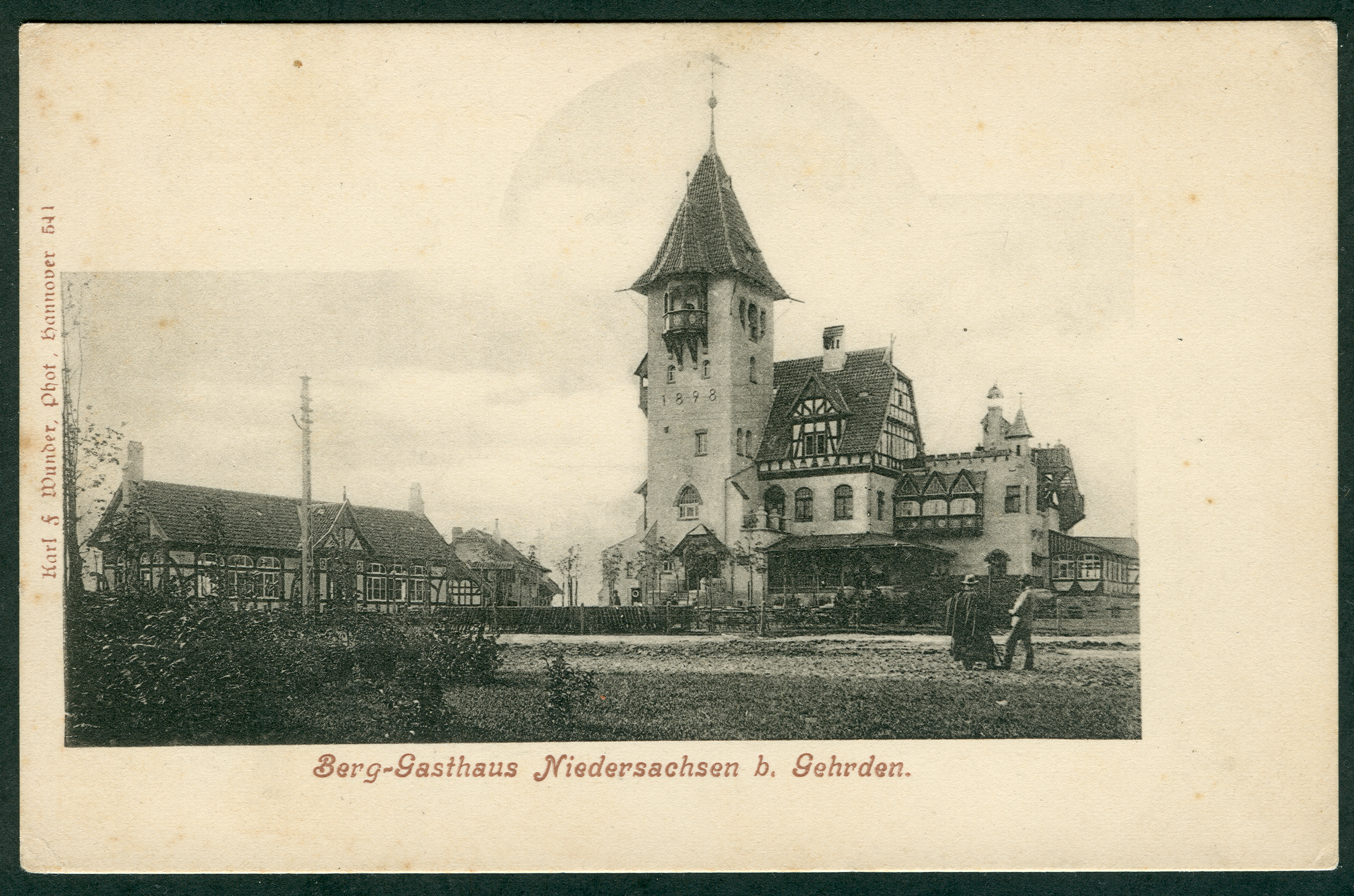
Das 1955 abgerissene Berggasthaus Niedersachsen im Jahr seiner Fertigstellung (1898)
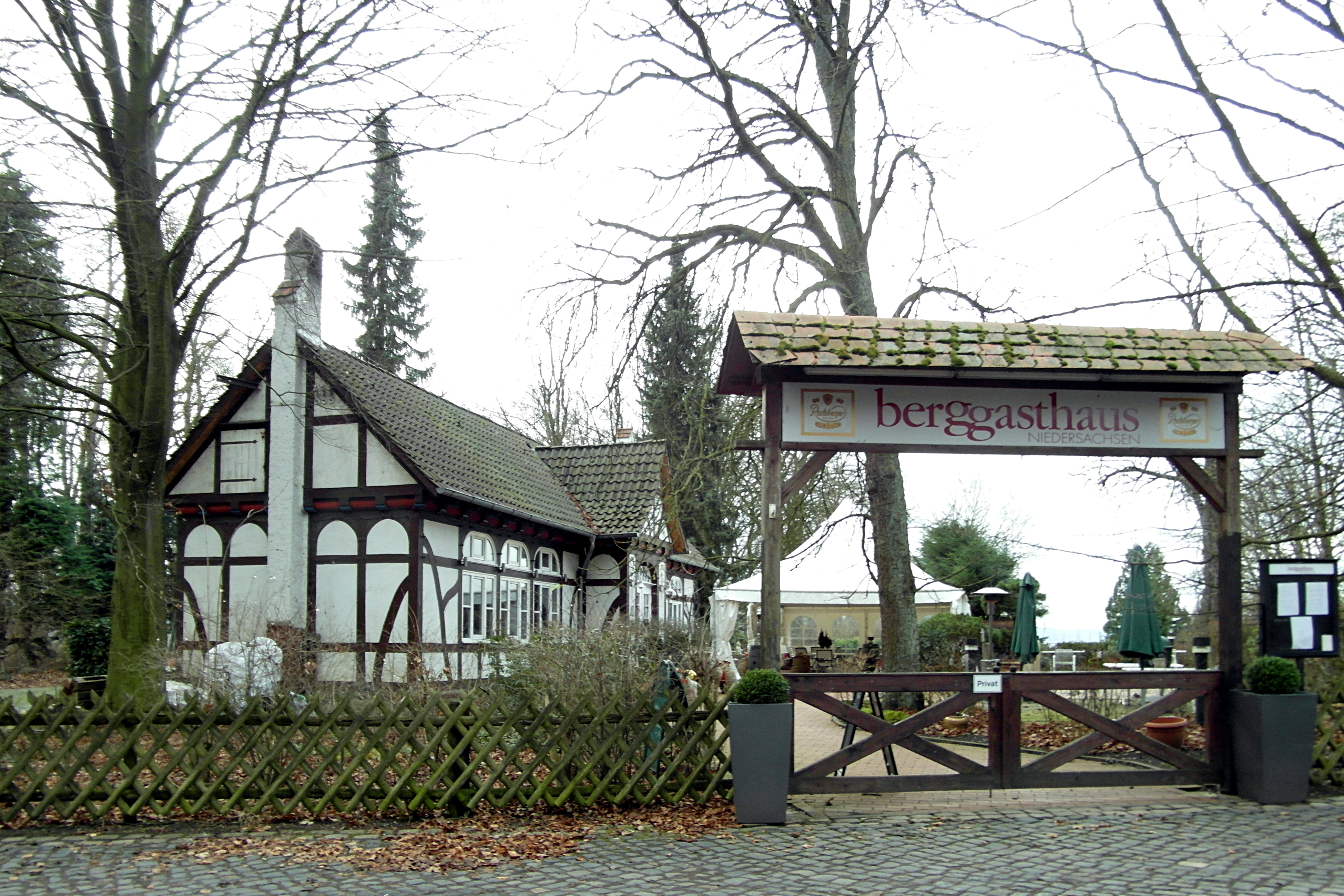
Das Berggasthaus Niedersachsen im Jahr 2015
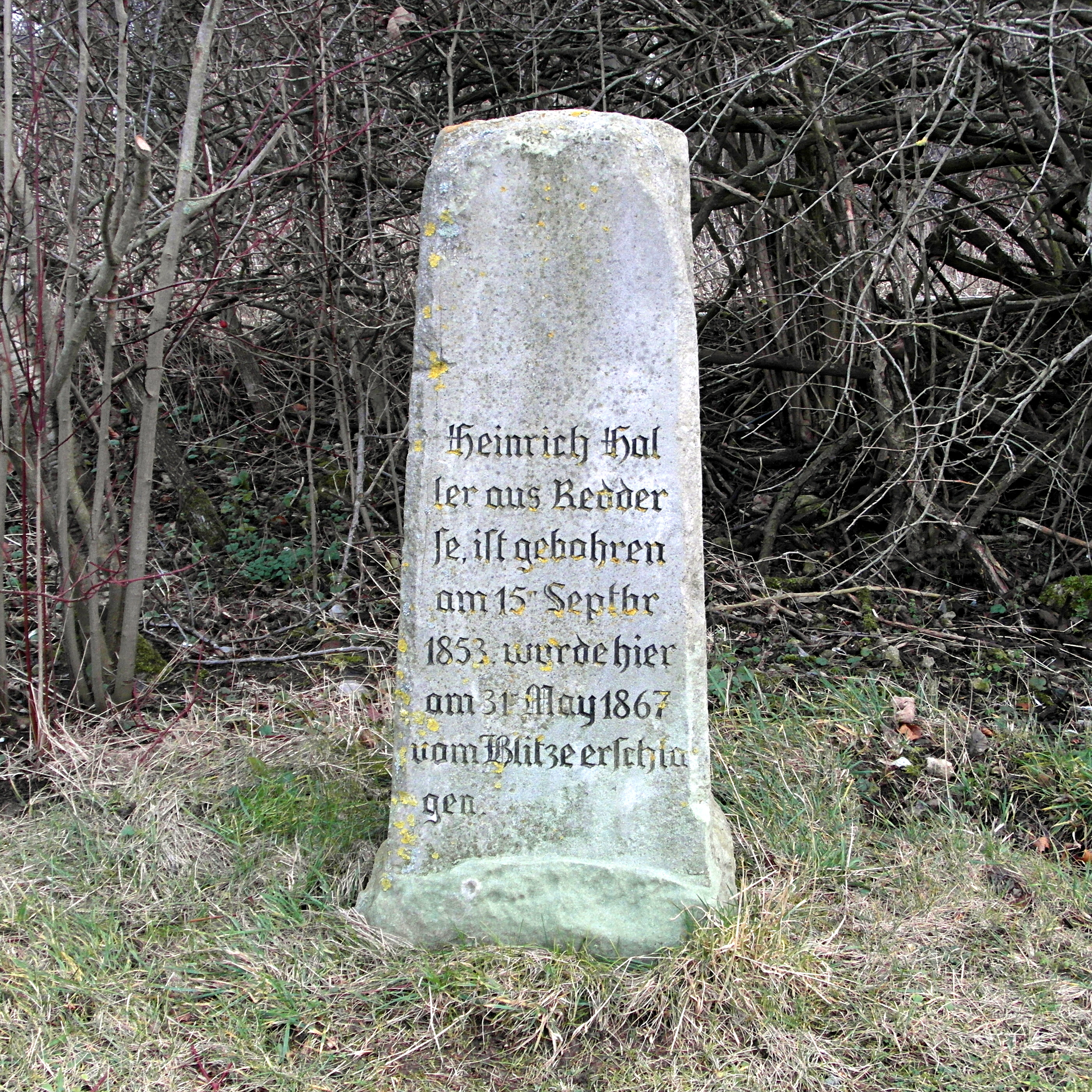
Gedenkstein für ein Blitzschlagopfer am Westhang des Köthnerberg

### Mergelkuhle

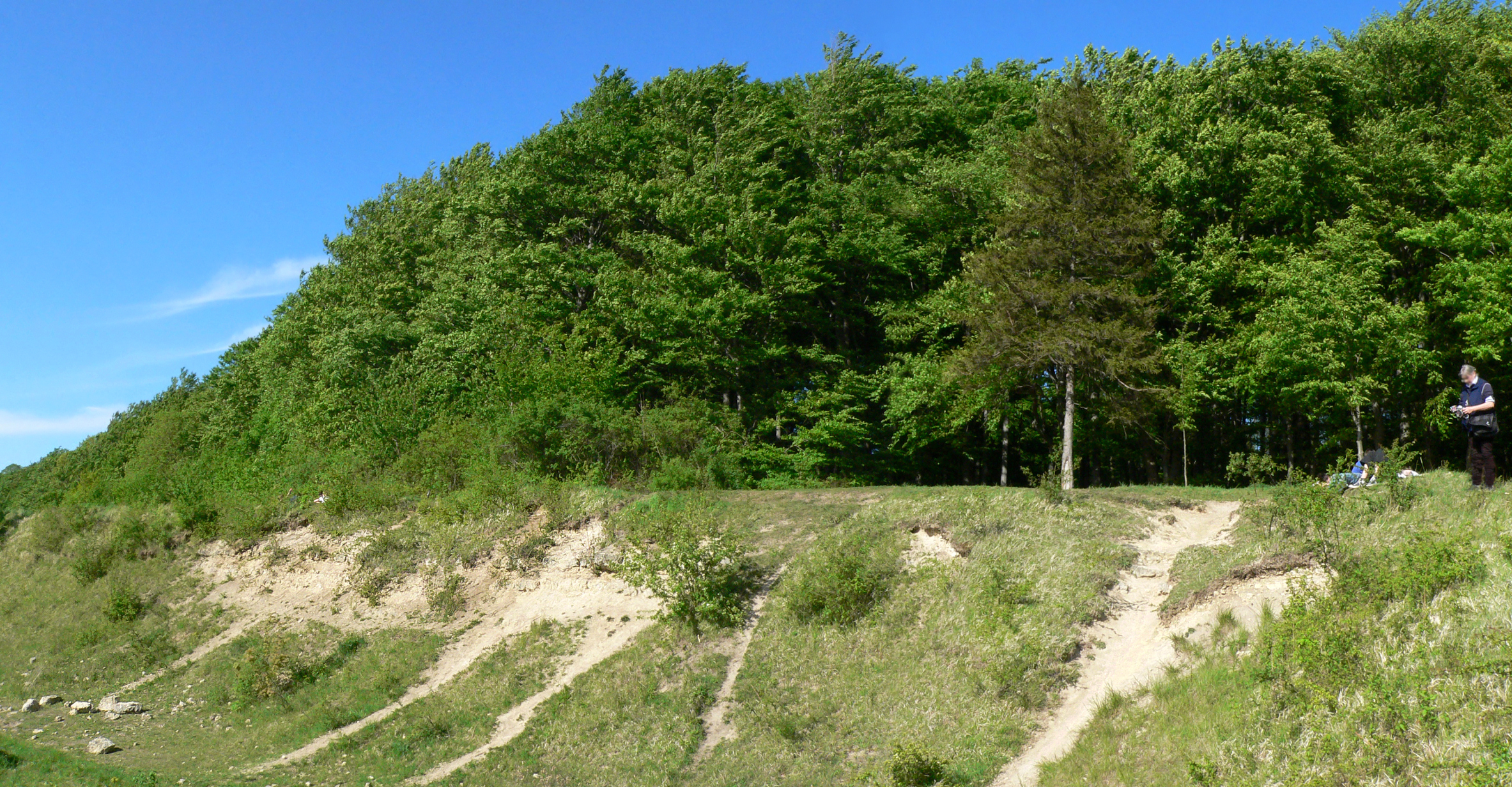
Die ehemalige Mergelkuhle am Westhang des Köthnerberges

Am Westhang zwischen den beiden Kuppen des Köthnerberges befindet sich eine ehemalige Mergelkuhle mit Halbtrockenrasen, die ein gesetzlich geschütztes Biotop darstellen. Eine benachbarte, 2000 Quadratmeter große Fläche wird extensiv als „Naturschutzacker“ bewirtschaftet. Dies erfolgt zum Schutz von seltenen Ackerwildkräutern wie dem Spießblättrigen Tännelkraut (Kickxia elatine), die auf dem kalkreichen, trockenen Boden vorkommen.
Am Wegesrand zwischen der Mergelkuhle und dem Berggasthaus steht ein Gedenkstein für den 1867 an dieser Stelle vom Blitz erschlagenen, 14-jährigen Redderser Heinrich Haller.